# Bezkosmek pasożytniczy
Bezkosmek pasożytniczy (Licea parasitica (Zukal) G.W. Martin) – gatunek śluzowców.

## Systematyka i nazewnictwo
Pozycja w klasyfikacji według Index Fungorum: Licea, Liceidae, Liceida, Myxogastria, Myxogastrea, Mycetozoa, Amoebozoa, Protozoa.
Po raz pierwszy takson ten zdiagnozował w 1893 r. Hugo Zukal, nadając mu nazwę Hymenobolus parasiticus. Obecną, uznaną przez Index Fungorum nazwę nadał mu w 1942 r. George Willard Martin.
Synonimy:
- Hymenobolina parasitica (Zukal) Zukal 1893
- Hymenobolus parasiticus Zukal 1893
- Orcadella parasitica (Zukal) Hagelst. 1942[3].

Nazwa polska na podstawie opracowania Myxomyces of Poland.

## Morfologia
Na podłożu pojedynczo lub w skupiskach tworzy małe, siedzące owocniki o większej szerokości niż wysokości. Oocysty o średnicy 0,05–0,2 mm, początkowo kuliste, po osiągnięciu dojrzałości czasem lekko wydłużone, często błyszczące, o barwie od ciemnobrązowoszarej przez ciemnobrązową do czarnej. Ściana zwarta, czasem grubsza na bokach w kierunku podstawy, z nieregularnie pękającym wierzchołkiem przykrytym wieczkiem (operculum), czasem z gęściejszymi inkluzjami, nieprzezroczyste, z wieczkiem często jaśniejszym i z galaretowatą warstwą poniżej. Część wewnętrzna błoniasta i drobno brodawkowata. Zarodniki w masie bardzo ciemnobrązowe lub czarne, o średnicy (10,5)13-15(16) µm, kuliste, niemal gładkie, o pogrubionych ściankach, oliwkowo-brązowe, z czerwonymi inkluzjami. Plazmodium wodnisto pomarańczowe, żółte do szarego.

## Występowanie i siedlisko
Podano występowanie Licea parasitica na wielu stanowiskach w Ameryce Północnej, Europie i Azji i na nielicznych w południowej Australii.
W Polsce podano jego występowanie na plechach porostów: Candelariella xanthostigma, Lepraria elobata, Lepraria jackii, Melanelia exasperatula, Phaeophyscia orbicularis, Physcia tenella, Physconia enteroxantha, Physconia perisidiosa.